# Agrostis pauzhetica
Agrostis pauzhetica é uma espécie de gramínea do gênero Agrostis, pertencente à família Poaceae.